# Ферандина
Ферандина (итал. Ferrandina) је насеље у Италији у округу Матера, региону Базиликата.
Према процени из 2011. у насељу је живело 8718 становника. Насеље се налази на надморској висини од 466 м.

## Становништво
Према резултатима пописа становништва 2011. у општини је живело 8.973 становника.
| 1951. | 1961. | 1971. | 1981. | 1991. | 2001. | 2011. |
| ----- | ----- | ----- | ----- | ----- | ----- | ----- |
| 8.602 | 8.781 | 8.814 | 9.157 | 9.427 | 9.358 | 8.973 |